# Albion (tecknad serie)
För andra betydelser, se Albion (olika betydelser).
Albion är en amerikansk tecknad miniserie i sex delar som kretsar kring en rad klassiska brittiska seriehjältar, utgiven av DC Comics underetikett Wildstorm med start 2005. 

## Historik
Bakgrunden till projektet Albion är att mediakoncernen Warner Bros numera äger både det brittiska serieförlaget IPC och det amerikanska serieförlaget DC Comics. Detta möjliggjorde ett samarbete dem emellan och gav dem en möjlighet att introducera de brittiska seriehjältarna för en amerikansk publik. (IPC äger idag rättigheterna till merparten av de kända brittiska tidningsserierna från de senaste 50 åren.) Alan Moore tillfrågades om han ville göra något med sin ungdoms hjältar och han svarade ja. 
Historien är utarbetad av Moore, medan manus har skrivits av hans dotter Leah i samarbete med John Reppion. Teckningarna är gjorda av Shane Oakley med tusch av George Freeman. Omslagen har tecknats av Dave Gibbons.
Albion är starten på en lansering av flera amerikanska serietidningar om IPC:s gamla hjältar. Först ut med en egen miniserie i Albions kölvatten är Thunderbolt Jaxon av Dave Gibbons och John Higgins.

## Handling
I Albion skildras ett sammanhängande universum där alla de gamla seriehjältarna lever och verkar (främst de från Fleetway, Odhams och IPC, men även andra brittiska seriefigurer som de inte har upphovsrätten till syns då och då, i kamouflerad form). Eftersom humortraditionen i de brittiska serietidningarna är stark, inkorporeras även humorserier i samma universum. 
Som i en del tidigare serier av Alan Moore (t.ex. Marvelman) spelar en politisk konspiration en viktig roll i serien. Historien etablerar från början att de flesta av de gamla hjältarna sitter bakom lås och bom i ett komplex som förefaller att vara en blandning av fängelse, militärbas och mentalsjukhus. Allmänheten har glömt bort dem, tror inte att de finns på riktigt utan att de bara existerar i seriernas värld. Det är tydligt att en mörk hemlighet vilar bakom de gamla serieäventyren. Britternas barndomshjältar var inte så oskyldiga som de verkade.

## Medverkande figurer
Bland alla de seriefigurer som har roller i serien kan nämnas:
- Bad Penny
- Brian's Brain
- Captain Hurricane
- Charlie Peace
- The Cloak
- Cursitor Doom
- Dolmann
- Grimly Feendish
- Janus Stark
- Kelly's Eye
- Robot Archie
- Spider
- Stålhanden
- Zip Nolan